# Ernst Reischenböck
Ernst Reischenböck (* 1923 in Linz; † 13. Oktober 1973 in Luxemburg) war ein österreichischer Maler und Grafiker.

## Leben
Er studierte an der damaligen Kunstgewerbeschule Linz bei Paul Ikrath. 10 Jahre lang war sein zentrales Thema das Kreuzesleben. In den 1950er-Jahren bereiste er Europa mit einem VW-Käfer und hielt seine Eindrücke in seinen Arbeiten fest. Für seine Stadtansichten verwendete er terpentindünne oder transparent abgespachtelte Ölfarbe auf Papier. Ab 1965 stellte er große Bildteppiche und Wandbehänge selber mit der Nähmaschine her, wobei er dazu erst den Umgang mit diesem Werkzeug erlernen musste.

## Werke (Auswahl)
Seine Werke wurden u. a. vom Luxemburger Nationalmuseum, vom Oberösterreichischen Landesmuseum von der Neuen Galerie der Stadt Linz sowie vom Bundesministerium für Unterricht und Kunst angekauft. Die Kunsthalle Artemons in Hellmonsödt verfügt ebenfalls über Werke Reischenböcks.
- Bildband Luxemburg zur 1000-Jahr-Feier der Stadt, Zeichnungen von Ernst Reischenböck, Texte von Lex Jacoby (1963)[6]
- Der Grenzstein – mit 15 Zeichnungen von Ernst Reischenböck, Texte von Lex Jacoby (1963)[7]
- Bildteppiche und Wandbehänge (ab 1965)
- 12 Glasfenster im Kloster der Elisabethinnen in Linz
- 4 × 3 Meter großes Mosaik in der Friedhofskapelle zu Moutfort in Luxemburg
- Rote Dächer, Mischtechnik auf Papier und kaschiert auf Platte
- Liebespaar (1957), Mischtechnik auf Karton
- Linz Nibelungenbrücke (1968), Mischtechnik auf Karton
- Ansicht von Linz – Hofgasse (1923), Öl/Platte
- Küssendes Paar, Mischtechnik/Papier
- Frauendarstellungen (1951), Mischtechnik/Papier

## Ausstellungen
Er war mit Bildern bei internationalen Ausstellungen in Linz, Zürich, Barcelona, Den Haag, Luxemburg und Salzburg vertreten.
- Ernst Reischenböck – Ölgraphik, Zeichnungen, Ausstellung mit Katalog in der Neuen Galerie der Stadt Linz (1952)
- Ernst Reischenböck in einer der 16 Kunstausstellungen von Engelbert Kliemstein[9]
- Ernst Reischenböck – Einzelausstellung in der Galerie Seidler (1992)[10]
- Ernst Reischenböck – Werkschau in der Galerie der Mühlviertler Künstlergilde im Landeskulturzentrum Ursulinenhof (2000)[11]
- Ernst Reischenböck – Einzelausstellung in der Galerie Seidler (2011)[12][13]